# برچسب تایر

برچسب انرژی تایر

برچسب انرژی لاستیک برای انواع تایرها از نوامبر ۲۰۱۲ در اروپا اجباری شده‌است. این مقررات فعلاً برای وسایل نقلیه سواری، کامیون‌های سبک و سنگین اجباری شده و باید مشخصات فنی لاستیک و مشخصات سازنده، در دسترس خریدار باشند. این ابتکار عمل ناشی از مقررات کمیته اتحادیه اروپا در سال ۲۰۰۹ است. این بخشی از برنامه عملیاتی انرژی است که برای بهبود عملکرد انرژی محصولات، ساختمان‌ها و خدمات برای کاهش مصرف انرژی تا ۲۰٪ تا سال ۲۰۲۰ طراحی شده‌است. مقررات تاییدیه تایر اروپا (EC / 1222/2009) مقررات مربوط به برچسب گذاری را با توجه به نمایش اطلاعات مربوط به بازده سوخت، رطوبت خیس و سر و صدای خارجی رینگ معرفی می‌کند. هدف آن افزایش ایمنی و بهره‌وری زیست‌محیطی و اقتصادی حمل و نقل جاده ای با ترویج تایرهای با کارایی و ایمن با کمترین میزان سر و صدا است. این مقررات اجازه می‌دهد تا کاربران نهایی تصمیم‌گیری‌های آگاهانه تر را در هنگام خرید لاستیک با توجه به این اطلاعات همراه با سایر عوامل که معمولاً در فرایند تصمیم‌گیری خرید در نظر گرفته می‌شود. مشتریان باید آگاه باشند که صرفه جویی واقعی سوخت و ایمنی جاده‌ها به شدت به رفتار رانندگان بستگی دارد، به ویژه موارد زیر: رانندگی زیست‌محیطی می‌تواند به میزان قابل توجهی مصرف سوخت را کاهش دهد، فشارهای تایر باید درست باشد و به‌طور منظم برای بازدهی سوخت مناسب و عملکرد مرسوم، توقف فاصله باید همیشه احتیاط شود. مشتریان باید آگاه باشند که این ۳ معیار، گرچه مهم است، تنها پارامترهای عملکرد نیستند.

##### بازدهی سوخت / شدت مقاومت غلتشی
افت انرژی در زمان حرکت خودرو به عنوان مقاومت غلتشی معرفی می‌شود. این مقاومت همواره در برابر حرکت خودرو بوده و به ترمز دهی کمک می‌کند. همچنین تأثیر مستقیم بر روی مصرف سوخت و بنابراین محیط زیست دارد و با توجه به آیین‌نامه اتحادیه اروپا به صورت گرید A تا G معرفی می‌شود که گرید A بالاترین کارایی و G کمترین کارایی را داراست و هرچه این گرید بالاتر باشد افت انرژی کمتر خواهد بود. سالیانه میزان بین بهترین و ضعیف‌ترین گرید تقرریبا ۹۰ لیتر بوده که این مقدار در زمان عمر مفید لاستیک برابر ۵ تانکر سوخت ۲۴۰ لیتری خواهد بود.

### استحکام و قدرت چسبندگیلاستیکدر هنگام رطوبت و جاده‌های لغزنده
برچسب استحکام و قدرت چسبندگی یک تایر در زمان رطوبت و جاده‌های لغزنده، اطلاعاتی در ارتباط با اهمیت ایمنی در جاده‌های مرطوب در اختیار متقاضی قرار می‌دهد. معیار این استحکام در قوانین اتحادیه اروپا مانند معیار بازدهی سوخت به صورت گرید A تا G محاسبه می‌شود. تفاوت خط قرمز گریدها ۳ متر (تقریباً معادل طول یک ماشین) بوده و لذا تفاوتت بین گرید A و 18 Gمتر (۴ ماشین) خواهد بود؛ که این مسافت بر اساس یک جاده بدون تصادف ارزیابی شده‌است.

### سر و صدای خارجیتایردر هنگام چرخش
شدت سنجی سرو صدای یک تایر بر مبنای دسیبل ارزیابی شده و این مقدار به سه دسته موج صدا تقسیم می‌شود. دسته اول به صورت آرک سیاه نشان داده می‌شود که بیانگر بهترین عملکرد برای سنجش صدااست و این بدان معنی است که سطح صدای لاستیک حد اقل ۳ دسیبل از حد مجاز کمتر استو در حالی که نشانه دسته سوم ۳ آرک سیاه رنگ بیانگر کارایی ضعیف تایر از نظر صدا می‌باشد و عدد کنار آن نشانگر صدای تولید شده توسط لاستیک در حال حرکت میباش که صدای ممتد ایجاد شده بالای ۸۰ دسی بل می‌تواند مشکلاتی برای سلامتی ایجاد کند.

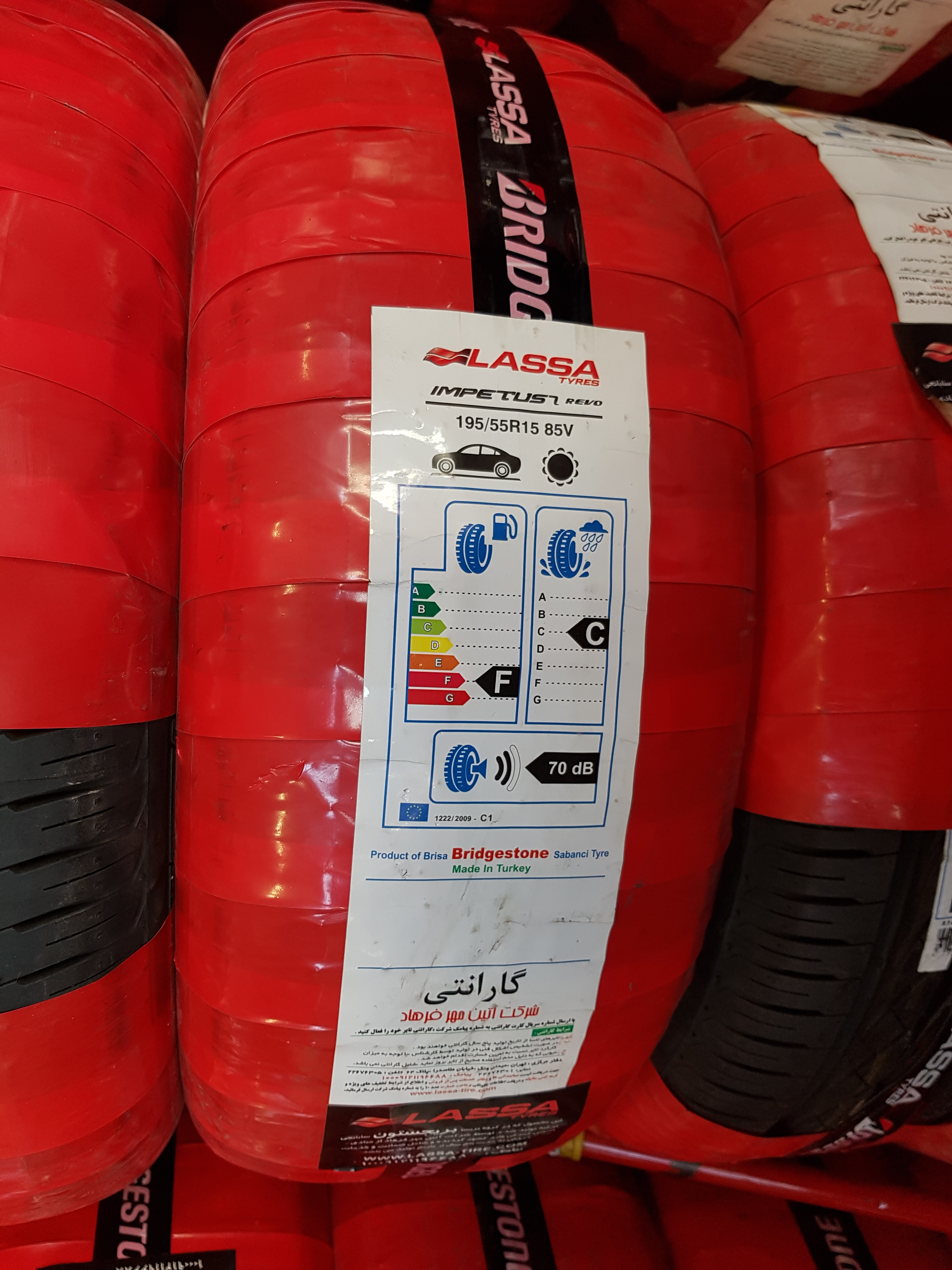
نمونه نصب شده برچسب بر روی لاستیک